# ジョン・A・ウィッカム
ジョン・A・ウィッカム・ジュニア （英語: John Adams Wickham Jr.、1928年6月25日 - 2024年5月11日）は退役したアメリカ陸軍大将。1979年7月10日から1982年6月4日まで在韓国連軍司令官、米韓連合司令部司令官、1983年から1987年までアメリカ陸軍参謀総長を務めた。

## 家族
ウィッカムはAnn Lindsley Priorと1955年に結婚して三人の子供と6人の孫がいる。